# Lucy Redler
Lucy Redler (Hannoversch Münden, 1979. augusztus 17. –) német politikus és politológus. Kasselban nőtt fel, majd érettségi után Hamburgban tanult. 2002-ben gazdasági, 2004-ben pedig szociálökonómiai diplomát szerzett. Ezután Berlinbe költözött, majd 2006-ban belépett a Munka és Szociális Igazság Pártba.